# Tod oder Freiheit
Tod oder Freiheit ist ein deutscher Kostüm- und Abenteuerfilm aus dem Jahre 1977, frei gestaltet nach Friedrich Schillers Die Räuber. Unter der Regie von Wolf Gremm spielten Erika Pluhar, Peter Sattmann, Mario Adorf und Gert Fröbe  die Hauptrollen.

## Handlung
Süddeutschland um 1750. Ein ebenso despotischer wie prunksüchtiger und verschwenderisch lebender Landesfürst lässt wahllos unschuldige Bauernsöhne direkt von den Feldern, wo sie gerade ihre Arbeit verrichten, verhaften, um sie gegen ein Kopfgeld als Söldner nach Amerika zu verkaufen. Der junge Fritz von Buttlar, Spross eines alten Adelsgeschlechtes, will diesem ungeheuerlichen Treiben nicht länger tatenlos zusehen. Seine Empörung wird grenzenlos, als er mit ansehen muss, wie selbst die junge Adelige Nicole von Beck eingekerkert wird.
Fritz zieht daraufhin die Konsequenz, verlässt das väterliche Schloss und formiert sich mit gleichgesinnten Freunden zu einer Rebellentruppe, die sich gegen die Despotie des Landesherrn auflehnen will. Rasch gelingt es ihm, mit seinen Leuten eine schlagfertige Einheit auf die Beine zu stellen. In den Wäldern rund um Coburg, Urach und Bamberg will er gegen die Fürstenarmee kämpfen. Nur sein Bruder Ludwig hält dagegen, hat er doch längst ein Auge auf Fritzens Braut Maria geworfen. Er will die Gunst der Stunde nutzen und sie für sich gewinnen. Am Ende wartet auf so manchen der Aufständischen der fürstliche Strick.

## Produktionsnotizen
Die Uraufführung des Films fand am 25. Dezember 1977 im Residenz-Kino von Urach statt.
Gedreht wurde an 40 Tagen vom 9. Juli bis 27. August 1977 vor Ort in der Umgebung von Coburg, Bamberg, auf der Festung Rosenberg in Kronach, dem Wasserschloss Irmelshausen (Nordbayern), dem Wasserschloss Brennhausen und in Urach. Die Fertigstellung des Films erfolgte am 22. November 1977.
Die Kostüme entwarf Ingrid Zoré, für die Ausstattung sorgte Götz Heymann. Die pyrotechnischen Spezialeffekte gestaltete Erwin Lange.
Der erst 26-jährige Malte Thorsten, der hier unter seinem eigentlichen Namen Wolfgang Schumacher in einer der Hauptrollen als Peter Sattmanns Bruder zu sehen war, beendete mit Tod oder Freiheit seine kurzlebige Filmkarriere.

## Kritik
Das Lexikon des Internationalen Films urteilte: „Aus vielfältigen Quellen (unter anderem Schillers "Räuber") gespeister, zwischen Freilichtaufführung und Italowestern schwankender Film.“
In Cinema heißt es: „Regisseur Gremm hat den noch immer aktuellen Stoff sehr frei fürs Kino bearbeitet. Sein rasant inszeniertes Lichtspiel wirkt wie ein (ins Spielfilm-Geschehen verpackter) Beitrag zur Zeitgeschichte“.